# Franco Della Peruta
Franco Della Peruta (Roma, 6 maggio 1924 – Milano, 13 gennaio 2012) è stato uno storico italiano.

## Biografia
Docente di Storia del Risorgimento all'Università di Milano, fu socio corrispondente dell'Accademia dei Lincei e presidente dell'Istituto Lombardo di Storia Contemporanea; fondò e/o diresse importanti riviste quali Movimento operaio, Studi storici, Società e storia, Storia in Lombardia, Il Risorgimento, Calendario del Popolo.. Studioso del Risorgimento di ispirazione marxista, indagò con particolare attenzione le correnti democratiche e socialiste, curando, tra l'altro, scritti di Carlo Pisacane, Filippo Buonarroti e l'importante raccolta degli Scrittori politici dell'Ottocento (Milano-Napoli, Riccardo Ricciardi, 1969).
Nel 2006 gli venne conferita la Laurea ad Honorem da parte dell'Università di Bologna.
Morì nel 2012 all'età di 87 anni.
La sua università ne commemorò l'anniversario con il convegno di tre giorni Fare e praticare la storia secondo Franco Della Peruta, dal 29 al 31 gennaio 2013.
Nel decennale della scomparsa, la Fondazione ISEC, in collaborazione con l'Istituto Lombardo di Storia contemporanea, il Comitato di Milano dell'Istituto per la storia del Risorgimento italiano e il Dipartimento di Studi Storici dell'Università di Milano, ha organizzato una giornata di studio dal titolo Franco Della Peruta. Un percorso storiografico esemplare.

## Opere principali
- I democratici e la rivoluzione italiana, Milano, Feltrinelli, 1958 (n. ed. Milano, FrancoAngeli, 2004)
- Il socialismo italiano dal 1875 al 1882, Milano, Feltrinelli, 1958
- Mazzini e la Giovine Europa, Milano, Feltrinelli, 1962
- Democrazia e socialismo nel Risorgimento, Roma, Editori riuniti, 1973
- Mazzini e i rivoluzionari italiani. Il Partito d'azione, Feltrinelli, 1974
- Mazzinianesimo e democrazia nel Mezzogiorno (1831-1847), Geneve, Droz, 1975
- Le origini del socialismo in Italia, Firenze, Le Monnier, 1980
- La svolta di Andrea Costa, Bologna, Il Mulino, 1982
- Biblioteche e archivi, guida alla consultazione, Milano, FrancoAngeli, 1985
- Società e classi popolari nell'Italia dell'Ottocento, Palermo, EPOS, 1985 (n. ed. Milano, FrancoAngeli, 2005)
- La coscrizione obbligatoria e la leva nella Repubblica Italiana, Pisa, Giardini editore, 1987
- Milano: lavoro e fabbrica, 1814-1915, Milano, FrancoAngeli, 1987
- Esercito e società nell'Italia napoleonica dalla Cisalpina al Regno d'Italia, Milano, FrancoAngeli, 1988
- Conservatori liberali e democratici nel Risorgimento, Milano, FrancoAngeli, 1989
- Storia del Novecento: dalla grande guerra ai giorni nostri, Firenze, Le Monnier, 1991
- Armi e società nell'Italia napoleonica, Firenze, Olschki, 1992
- L'Internazionale a Roma dal 1872 al 1877, Firenze, Le Monnier, 1992
- La Lombardia tra rivoluzione francese e Napoleone, Roma-Bari, Laterza, 1995
- Milano nel Risorgimento. Dall'età napoleonica alle cinque giornate, Milano, Amici del Museo del Risorgimento 1998
- Stampa femminile ed educazione fra Ottocento e Novecento, Roma, Carocci, 1999
- Mazzini e la società italiana, Firenze, Olschki, 1999
- Carlo Cattaneo politico, Milano, Franco Angeli, 2001
- Uomini ed idee dell'Ottocento italiano, Milano, FrancoAngeli, 2002